# Nadia Boulanger
Nadia Juliette Boulanger (ur. 16 września 1887 w Paryżu, zm. 22 października 1979 tamże) – francuska kompozytorka, pedagog, dyrygentka, pianistka i organistka.

## Życiorys
Urodziła się w Paryżu jako córka francuskiego kompozytora Ernesta Boulangera (1815–1900) i rosyjskiej arystokratki Raisy Myszeckiej (1856–1935). Wykształcenie muzyczne uzyskała w Konserwatorium Paryskim, gdzie studiowała kompozycję u Charles’a-Marie Widora i Gabriela Fauré, organy u Louisa Vierne’a i Felixa Alexandre’a Guilmanta oraz fortepian u Paula Vidala. 
Poświęciła się pracy pedagogicznej, stając się z czasem jednym z najwybitniejszych pedagogów kompozycji w XX wieku. Prowadziła działalność pedagogiczną we Francji i w Stanach Zjednoczonych. W latach 1920–1939 była profesorem kompozycji, dyrygentury i historii muzyki w École Normale de Musique w Paryżu. Wykładała również w Konserwatorium Paryskim i w Konserwatorium Amerykańskim w Fontainebleau (w latach 1921–1950 pełniła tam funkcję dyrektora). W latach 1939–1946 wykładała kompozycję w USA. Ponadto prowadziła prywatne lekcje kompozycji i analizy dzieła muzycznego. 
Pełniła funkcję wiceprzewodniczącej jury VI Międzynarodowego Konkursu Pianistycznego im. Fryderyka Chopina w Warszawie w 1960 roku. 
Zajmowała się także wykonywaniem muzyki. Występowała jako dyrygent w krajach europejskich i USA. Wykonywała dzieła od baroku do współczesności, ze szczególnym uwzględnieniem muzyki dawnej, dzieł swoich uczniów oraz twórczości Gabriela Fauré. Przyczyniła się do rozpowszechnienia muzyki tego kompozytora, zwłaszcza jego Requiem. Wykonywała także i popularyzowała dzieła swojej siostry, Lili Boulanger (1893–1918). Dyrygowała w 1967 roku w Filharmonii Narodowej w Warszawie. Podczas tego pobytu w Polsce poprowadziła wykłady otwarte w Państwowych Wyższych Szkołach Muzycznych w Warszawie i Krakowie.
Ponadto prowadziła działalność publicystyczną i popularyzatorską. Jako krytyk muzyczny współpracowała m.in. z redakcjami „Monde Musical”, „Spectateur” i „Revue Musicale”. Pełniła także funkcję dyrektora muzycznego Księstwa Monako. Z parą książęcą utrzymywała bliski kontakt. W 1956 roku zajmowała się oprawą muzyczną uroczystości zaślubin księcia Rainiera z aktorką Grace Kelly. Tam również obchodziła uroczyście swój jubileusz 80-lecia urodzin. Do jej bliskich przyjaciół należeli m.in. Igor Strawinski i Paul Valéry.

## Studenci
Pod kierunkiem Nadii Boulanger kształciło się kilka pokoleń muzyków. Ich liczbę ocenia się na 1200 osób, aczkolwiek Nadia Boulanger nie prowadziła notatek na ten temat. Do uczniów należą m.in.: Daniel Barenboim, Conrad Beck, Robert Russell Bennett, Lennox Berkeley, Arthur Berger, Jacques Berlinski, Gary Bertini, İdil Biret, Marc Blitzstein, Lili Boulanger, Mario di Bonaventura, Charles Bruck, Elliott Carter, Jacques Chailley, Paul Seiko Chihara, John Chowning, Marius Constant, Aaron Copland, Clifford Curzon, Francis Dhomont, David Leo Diamond, Julio Estrada, Armando José Fernandes, Michael Flaksman, Jean Françaix, Robert Frances, John Eliot Gardiner, Peggy Glanville-Hicks, Egberto Gismonti, Philip Glass, Alexei Haieff, Pierre Henry, Ralph Kirkpatrick, Dinu Lipatti, Igor Markevitch, Nicholas Maw, Jeremy Menuhin, Gil Miranda, Douglas Moore, Thea Musgrave, Émile Naoumoff, Per Nørgård, Paul Rovsing Olsen, Astor Piazzolla, Lubomir Pipkow, Walter Piston, Quincy Porter, Almeida Prado, Cláudio Santoro, Cornel Țăranu, Virgil Thomson, Andriej Wołkonski, Jeff Gardner.

### Studenci z Polski
Nadia Boulanger wykształciła także liczne grono muzyków polskich, wśród których najliczniejszą grupę stanowią kompozytorzy. W różnym czasie pod jej kierunkiem studiowali m.in.: Grażyna Bacewicz, Zbigniew Bargielski, Jerzy Bauer, Marian Borkowski, Joanna Bruzdowicz, Ewa Bukojemska, Andrzej Czajkowski, Sylwester Czosnowski, Andrzej Hundziak, Bronisława Kawalla, Wojciech Kilar, Stefan Kisielewski, Anna Maria Klechniowska, Michał Kondracki, Zygmunt Krauze, Feliks Łabuński, Zdzisław Ładomirski, Juliusz Łuciuk, Wojciech Łukaszewski, Roman Maciejewski, Bernadetta Matuszczak, Krzysztof Meyer, Maria Modrakowska-Jackowska, Piotr Moss, Zygmunt Mycielski, Barbara Niewiadomska, Izabela Pacewicz, Elżbieta Paszkowska, Alina Piechowska, Zbigniew Pniewski, Grażyna Pstrokońska-Nawratil, Marta Ptaszyńska, Witold Rudziński, Zbigniew Rudziński, Kazimierz Serocki, Kazimierz Sikorski, Tomasz Sikorski, Stanisław Skrowaczewski, Jerzy Sokorski, Michał Spisak, Witold Szalonek, Antoni Szałowski, Tadeusz Szeligowski, Henryk Szeryng, Romuald Twardowski, Stanisław Wiechowicz, Antoni Wit, Bolesław Woytowicz, Wawrzyniec Żuławski.

## Odznaczenia i wyróżnienia
- 1908 – II miejsce w konkursie Prix de Rome za kantatę La Sirene
- 1932 – Krzyż Kawalerski Orderu Legii Honorowej[1]
- 1934 – Krzyż Komandorski Orderu Odrodzenia Polski[1][2]
- 1951 – Krzyż Oficerski Orderu Legii Honorowej[1]
- 1957 – tytuł honorowego członka Związku Kompozytorów Polskich
- 1966 – Krzyż Komandorski Orderu Sztuki i Literatury[1]
- 1967 – tytuł doktora honoris causa Państwowej Wyższej Szkoły Muzycznej w Warszawie
- 1967 – Krzyż Komandorski Orderu Legii Honorowej[1] (przyznany z okazji 80. rocznicy urodzin)
- 1977 – Wielki Oficer Orderu Legii Honorowej[1][2]
- Krzyż Komandorski Orderu Świętego Karola (Monako)[2]
- Krzyż Komandorski Orderu Korony (Belgia)[1][2]
- Order Zasługi Cywilnej (Hiszpania)[1]

## Wybrane kompozycje
- Les heures claires – cykl pieśni (współautor: Raoul Pugno, sł. Émile Verhaeren, 1909–1912)
- kantata La Sirene (nagrodzona w konkursie Prix de Rome)
- opera La ville morte, do libretta według Gabriele′a d′Annuzia (wspólnie z Raoulem Pugno, 1911)
- Rapsodia na fortepian i orkiestrę
- utwory orkiestrowe
- utwory kameralne i solowe
- pieśni, m.in.: Le Couteau, Doute, L′echange (sł. Mauclair), J′ai frappe (sł. Bourguignon), Soir d′hiver (sł. własne)

## Wybrana bibliografia

### Pozycje książkowe
- Kendall A. The tender tyrant, Nadia Boulanger: a life devoted to music: a biography. Wilton: Lyceum Books, 1977
- Rosenstiel L. Nadia Boulanger: a life in music. New York: W.W. Norton, 1982
- Campbell D.G. Master teacher, Nadia Boulanger. Washington: Pastoral Press, 1984
- Monsaingeon B. Mademoiselle: conversations with Nadia Boulanger. Manchester: Carcanet, 1985
- Spycket J. Nadia Boulanger. Stuyvesant: Pendragon Press, 1992
- Potter C. Nadia and Lili Boulanger. Aldershot; Burlington: Ashgate, 2006.
- Nadia Boulanger et Lili Boulanger: témoignages et études/ Alexandra Laederich e.a., eds. Lyon: Symétrie, 2007
- Doda Conrad, Grandeur et mystére d'un mythe. Souvenirs de 44 ans d'amitié avec Nadia Boulanger, Éditions Buchet/Chastel, Paris 1995

### Artykuły i hasła encyklopedyczne
1. Encyklopedia Muzyczna PWM, część biograficzna, tom 1, red. E. Dziębowska, PWM, Kraków 1979, s. 376
2. Encyklopedia Muzyki, red. A. Chodkowski, wyd. II, PWN, Warszawa 2001, s. 116
3. Danuta Gwizdalanka, O Nadii Boulanger z okazji Dnia Kobiet, „Ruch Muzyczny” 2009 nr 5, s. 8-15
4. Marcin Łukaszewski, Mistrzyni (O Nadi Boulanger), „ViVO” 1997 nr 1, s. 26-28
5. Marcin Łukaszewski, Nadia Boulanger – kompozytor i pedagog, „Muzyka21” 2000 nr 5, s. 19-20
6. Marcin Łukaszewski, Nadia Boulanger – przyjaciel Polski Polaków, „Niedziela” 2000 nr 4
7. Marcin Łukaszewski, Wojciech Łukaszewski. Życie i twórczość, Wydawnictwo WSP, Częstochowa 1997, s. 26-27
8. Elżbieta Markowska, Zygmunt Mycielski, Dwie rozmowy, „Res Facta Nova” nr 1 (10), Ars Nova, Poznań 1994, s. 37
9. Krzysztof Meyer, Do i od kompozytora, Ars Nova, Poznań 1994, s. 27
10. Zygmunt Mycielski, Nadia Boulanger w Polsce, „Ruch Muzyczny” 1964 nr 9
11. Zygmunt Mycielski, Rozmowy z Nadią Boulanger, „Res Facta Nova” nr 1 (10), Ars Nova, Poznań 1994, s. 33
12. Zygmunt Mycielski, Rozmowy z Nadią Boulanger, „Ruch Muzyczny” 1984 nr 12
13. Maria Modrakowska, Wspominając studia u Nadii Boulanger, „Ruch Muzyczny” 1958 nr 11
14. Marek Podhajski, Studia kontrapunktu Tadeusza Szeligowskiego u Nadii Boulanger, „Res Facta” nr 8, PWM, Kraków 1977, s. 112
15. 50 lat Związku Kompozytorów Polskich, red. L. Erhardt, ZKP, Warszawa 1995, s. 131
16. Rozmowy „Ruchu Muzycznego”. Mówi Tadeusz Szeligowski, „Ruch Muzyczny” 1959 nr 3, s. 7
17. Bogusław Schaeffer, Leksykon Kompozytorów XX wieku, t. 1, PWM, Kraków 1963, s. 64
18. Krzysztof Meyer, Nadia, „Dwutygodnik”